# Мыслова (Тернопольская область)
Мыслова (укр. Мислова) — село в Подволочисской поселковой общине Тернопольского района Тернопольской области Украины.
До 2020 года входило в Подволочисский район.
Население по переписи 2001 года составляло 470 человек. Почтовый индекс — 47805. Телефонный код — 3543.